# Giennadij Woronowski
Giennadij Pietrowicz Woronowski (ros. Геннадий Петрович Вороновский, ur. 6 lipca 1924 we wsi Amosowo w guberni pskowskiej, zm. 2008) – radziecki polityk.

## Życiorys
W latach 1942–1945 służył w Armii Czerwonej, brał udział w II wojnie światowej, 1951 ukończył Leningradzki Instytut Politechniczny im. Kalinina, od 1951 był pracownikiem leningradzkiej fabryki „Elektrosiła”. Od 1955 w KPZR, 1965-1967 szef Gławka Ministerstwa Przemysłu Elektrotechnicznego ZSRR, 1967-1982 zastępca ministra, 1982-1985 I zastępca ministra, a 1985–1986 minister przemysłu elektrotechnicznego ZSRR. Od 1986 na emeryturze, 1986-1989 zastępca członka KC KPZR. Laureat Nagrody Państwowej ZSRR (1979). Odznaczony Orderem Lenina.